# مسافر بین‌راهی در تاریکی
مسافر بین‌راهی در تاریکی (انگلیسی: Hitcher in the Dark) با نام اصلی هراس در تاریکی (ایتالیایی: Paura nel buio) یک فیلم دلهره‌آور روان‌شناختی به کارگردانی اومبرتو لنتسی (با نام مستعار هامفری هامبرت) است که در سال ۱۹۸۹ منتشر شد. از بازیگران این فیلم می‌توان به جوزی بی‌ست اشاره کرد. کارگردان فیلم گفته است که آن را با الهام از گردآورنده ساخته است.